# Виггер
Виггер (англ. wigger) — сленговый термин для обозначения белого человека, который в повседневной жизни и быту имитирует манеры, сленг и одежду, стереотипно ассоциирующуюся с афроамериканской культурой, особенно связанной с хип-хопом и идентичностью с чёрным криминалитетом.
Данный термин является объединением слов белый (англ. white) или же желающий быть (англ. wannabe) и сленгового термина Негр (англ. nigger). Данный термин может считаться оскорбительным из-за сходства с ниггер.
Этот термин обычно считается уничижительным, отражая стереотипы афроамериканской, чёрной британской и белой культуры (когда используется как синоним белого мусора).
В частом случае виггерами являются белые слушатели или исполнители южного рэпа (англ. Dirty South), так как там свойственно носить блинги, гриллз на зубах и прочую стереотипную атрибутику хип-хопа.

## История
Явление белых людей, перенимающих стереотипные чёрные манеры, речь, музыкальные вкусы и одежду, появилось через несколько поколений после отмены рабства в западном мире. Эта концепция была задокументирована в США, Канаде, Великобритании, Австралии и других странах со значительным белым населением. Ранней формой этого был белый негр на сценах джазовой и свинговой музыки 1920-х и 1930-х годов; как исследовано в эссе Нормана Мейлера 1957 года Белый негр. Позже его можно было увидеть в зут-костюмах 1930-х и 1940-х годов, хипстеров 1940-х годов, битников 1950–1960-х годов, в увлечениях ямайской ска культурой и появлением руд-боев в британской модной субкультуре 1960-х годов, голубоглазом соуле 1970-х (соул-музыка в исполнении белых певцов) и хип-хопе, исполняемом белыми рэперами в 1980-х и 1990-е годы.
Бакари Китвана, «культурный критик, который много лет отслеживает американский хип-хоп», написал книгу «Почему белые дети любят хип-хоп: Wankstas, Wiggers, Wannabes и новая реальность расы в Америке». В 1993 году статья в британской газете The Independent описала феномен белых детей из среднего класса, которые были «подражателями чернокожих».
Афроамериканская исполнительница хип-хопа Азилия Бэнкс раскритиковала белого рэпера Игги Азалию «...за то, что она не комментирует «чёрные проблемы», несмотря на то, что в своей музыке использует афроамериканскую культуру». Бэнкс назвала Азалию «виггером», и «...обвинения в расизме против Азалии», сосредоточенные на её «...нечувствительности к сложностям расовых отношений и культурного присвоения».